# Jyukai
Jyukai (樹海?) es un dueto de pop rock japonés originario de la Prefectura de Osaka. Sus integrantes son Manami (vocalista) y Yoshiaki Dewa (guitarrista).

## Integrantes
- Manami (愛未?)
Vocalista, autora de temas
Nombre real: Manami Watanabe (渡辺愛未 Watanabe Manami?)
Fecha de nacimiento: 28 de diciembre de 1986
- Yoshiaki Dewa (出羽良彰 Dewa Yoshiaki?)
Compositor, arreglista, programador
Fecha de nacimiento: 26 de febrero de 1984

## Historia
El grupo se formó el 2004 en Osaka, y se dedicaron principalmente a presentarse en vivo en diversos lugares de esta prefectura. Debutaron como banda mayor el 2006 con su primer sencillo, "Anata ga Ita Mori", que fue utilizado como ending para la serie de anime Fate/stay night. El sencillo llegó al n.º 16  de las listas de Oricon, convirtiéndose en un éxito moderado. Desde aquí continuaron lanzando trabajos, hasta que en noviembre de este mismo año se lanza su primer álbum, titulado Wild Flower.
Se han hecho conocidos principalmente por prestar su música a distintos animes. Su segundo álbum de estudio, titulado harvest, fue lanzado en diciembre del 2007.
El 2008 viajaron a los Estados Unidos para presentarse en el Anime Expo. Este año Manami también ha comenzado un proyecto solista bajo el seudónimo de Aimmy, interpretando el ending del videojuego World Destruction de la consola Nintendo DS.

## Discografía

### Sencillos
1. Anata ga Ita Mori (あなたがいた森?) (15 de marzo de 2006)
2. Koibito Dōshi (恋人同士?) (26 de julio de 2006)
3. Hoshi Akari (ホシアカリ?) (1 de noviembre de 2006)
4. Sakasete wa Ikenai Hana (咲かせてはいけない花?) (24 de abril de 2007)
5. Komori Uta/Himegoto (こもりうた/ヒメゴト?) (12 de septiembre de 2007)
6. Ai no Hoshi/Hanamuke no Melody (愛の星/ハナムケのメロディー?) (28 de noviembre de 2007)

### Álbumes
1. Wild Flower (22 de noviembre de 2006)
2. harvest (12 de diciembre de 2007)